# Boresse-et-Martron
Boresse-et-Martron ist eine südwestfranzösische Gemeinde mit 203 Einwohnern (Stand: 1. Januar 2022) im Département Charente-Maritime in der Region Nouvelle-Aquitaine (vor 2016 Poitou-Charentes). Sie gehört zum Arrondissement Jonzac und zum Kanton Les Trois Monts. Die Einwohner werden Borestronais genannt.

## Lage
Boresse-et-Martron liegt im Süden der Saintonge etwa 60 Kilometer nordöstlich von Bordeaux. Umgeben wird Boresse-et-Martron von den Nachbargemeinden Guizengeard im Norden, Saint-Vallier im Nordosten und Osten, Sauvignac im Südosten, Le Fouilloux im Süden sowie Neuvicq im Südwesten und Westen.

## Bevölkerungsentwicklung
| Jahr                       | 1962 | 1968 | 1975 | 1982 | 1990 | 1999 | 2008 | 2019 |
| Einwohner                  | 358  | 304  | 255  | 228  | 198  | 221  | 178  | 204  |
| Quellen: Cassini und INSEE |      |      |      |      |      |      |      |      |

## Sehenswürdigkeiten
- Kirche La Nativité-de-la-Notre-Dame in Boresse aus dem 12. Jahrhundert, seit 1949 Monument historique
- Kirche Saint-Pierre in Martron
- Evangelische Kirche in Martron

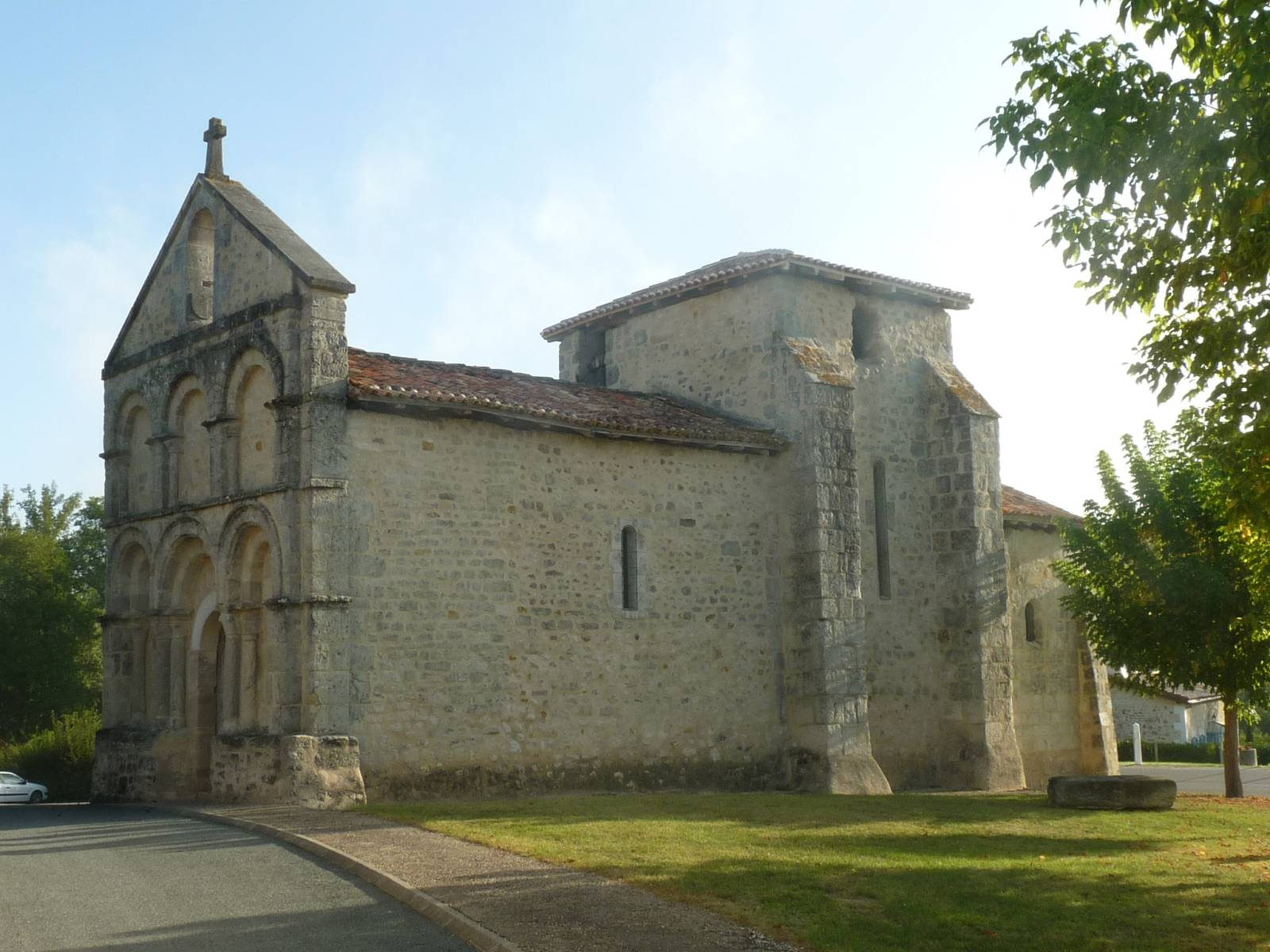
Kirche La Nativité-de-la-Notre-Dame
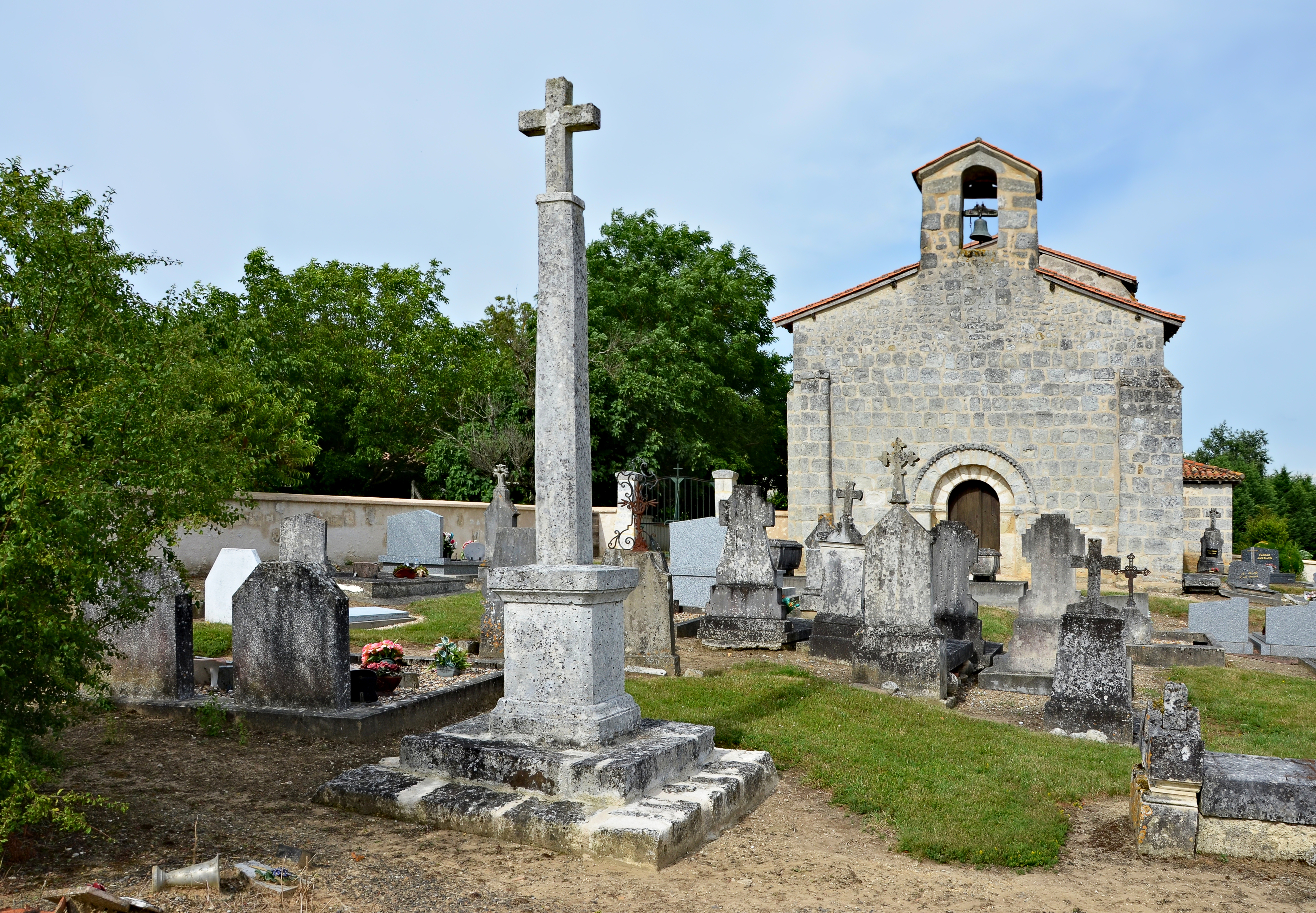
Kirche Saint-Pierre mit Friedhof